# Helmut Bantz
Helmut Bantz (n. 14 septembrie 1921, Speyer, Republica de la Weimar – d. 3 octombrie 2004, Brauweiler⁠(d), Renania de Nord-Westfalia, Germania) a fost un gimnast și cadru didactic universitar german, medaliat olimpic. A participat la o ediție a Jocurilor Olimpice (1956) în care a câștigat o medalie de aur.

## Participări
Lista de mai jos prezintă principalele competiții la care a participat Helmut Bantz de-a lungul carierei.
- gymnastics at the 1956 Summer Olympics – men's vault[*]